# Otro día
«Otro día» es la undécima pista del álbum La cultura de la basura (1987) del grupo chileno Los Prisioneros.

## Canción
La canción es una crítica descarnada al sistema de trabajo en Chile y la rutinaria labor de los obreros chilenos.
Este tema fue poco valorado en su momento ya que en su versión de 1987 el sonido del tema era un poco deficiente (se oían más los instrumentos que la letra) y además no fue incluido en la versión latinoamericana del disco. En su primera edición en CD (remasterizado) fue en donde realmente se nota el contenido del tema y le da un sentido global a la idea de La cultura de la basura.
La canción tiene efectos increíbles, con los sintetizadores. De hecho se notan tintes de grupos como New Order (antes conocidos como Joy Division). Un efecto parecido a la canción «Muevan las industrias».